# Frändefors landskommun
Frändefors landskommun var en tidigare kommun i dåvarande Älvsborgs län.

## Administrativ historik
Kommunen bildades i Frändefors socken i Sundals härad i Dalsland när 1862 års kommunalförordningar trädde i kraft.  
Den påverkades inte av kommunreformen 1952, utan fortlevde fram till 1974, då den upphörde och området införlivades med Vänersborgs kommun.

### Kyrklig tillhörighet
I kyrkligt hänseende tillhörde kommunen Frändefors församling.

## Geografi
Frändefors landskommun omfattade den 1 januari 1952 en areal av 219,76 km², varav 205,43 km² land.

### Tätorter i kommunen 1960
I Frändefors landskommun fanns den 1 november 1960 ingen tätort. Tätortsgraden i kommunen var då alltså 0,0 procent.

## Politik

### Mandatfördelning i valen 1938-1970
| 2 | 9 | 14 |

| 24 |

| 2 | 17 | 2 | 4 |

| 24 |

| 2 | 21 | 4 | 3 |

| 28 |

| 3 | 16 | 5 | 4 |

| 27 |

| 4 | 14 | 5 | 5 |

| 26 |

| 4 | 14 | 3 | 7 |

| 27 |

| 5 | 14 | 3 | 6 |

| 26 |

| 4 | 13 | 3 |  | 7 |

| 27 |

| 5 | 17 | 3 |  | 5 |

| 26 | 5 |